# Mont Tendre
Le mont Tendre est le plus haut sommet du Jura suisse, dans le canton de Vaud, culminant à 1 679 m d'altitude. Il est situé sur le territoire de la commune de Montricher.
De son sommet, on peut admirer les Alpes de l'Eiger jusqu'au mont Pourri (massif de la Vanoise), ainsi que le Léman et le lac de Neuchâtel.
Il est composé de calcaires du Jurassique supérieur et une ligne de calcaires crétacés est visible, au nord-ouest, le long du sommet. Il est situé sur le même anticlinal que Le Noirmont. Sur ses flancs, on trouve des lapiaz et de nombreuses dolines dans le calcaire karstique du Jura.

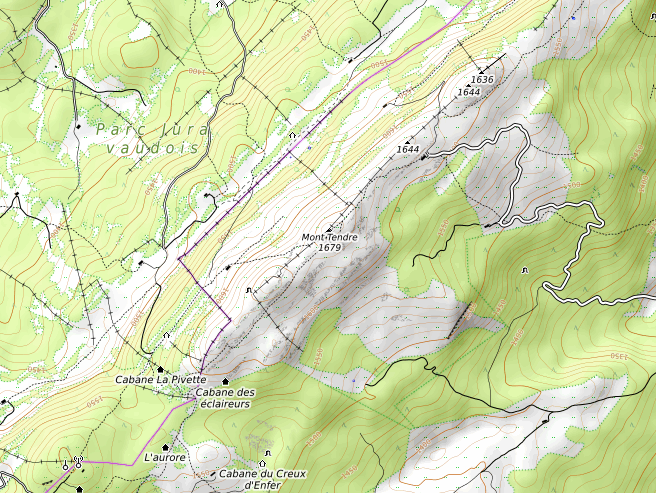
Carte topographique du mont Tendre, Suisse.